# 티시 (사르데냐)
티시는 사르데냐 이탈리아 지방의 사사리도에 있는 코무네로, 칼리아리에서 북서쪽으로 약 170 킬로미터 (110 mi) 떨어진 곳에 있으며 사사리 (사르데냐)에서 남쪽으로 약 6 킬로미터 (4 mi) 떨어진 곳에 있다. 2004년 12월 31일 기준으로 인구는 2,017명이며 면적은 10.3 제곱킬로미터 (4.0 mi2)이다.
티시는 다음 지방 자치체와 접해 있다: 오시 (사사리도), 사사리 (사르데냐), 우시니.